# Hans Croon
Hans Croon (ur. 25 maja 1936, zm. 5 lutego 1985) – holenderski trener. Pracował w wielu klubach holenderskich i belgijskich. 5 maja 1976 roku na Stadion Heysel w Brukseli prowadząc RSC Anderlecht, Croon pokonał West Ham United 4-2 i zdobył Puchar Zdobywców Pucharów. Po tym opuścił Belgię i przeniósł się do NEC Nijmegen. W lutym 1985 roku zginął w wypadku samochodowym w wieku 48 lat.